# Alessio Coronini Cronberg
Alessio Coronini Cronberg (Roma, 15 febbraio 1899 – Gorizia, 29 settembre 1979) è stato un politico e nobiluomo italiano, podestà di Gorizia dal 1944 al 1945.

## Biografia
Nacque nell'ultimo periodo di sovranità austro-ungarica della contea e della città di Gorizia, divenendo italiano dopo l'annessione della Venezia Giulia al Regno d'Italia. Proveniva dal ramo di San Pietro della nobile famiglia dei conti del S.R.I. Coronini-Cronberg, baroni di Monte Uliveto (Oelberg) presso Ranziano, ed era figlio del conte Rudolf Coronini von Cronberg e della contessa Marianne von Oppersdorff. Per esteso, il suo nome alla nascita era Alexius Maria Johannes Franz Coronini von Cronberg.
Nel 1944 fu nominato podestà di Gorizia dalle autorità dell'OZAK nel periodo di occupazione nazista della Venezia Giulia, in quanto conoscitore della lingua tedesca e appartenente alla storica classe dirigente della città ricadente sotto l'Impero Asburgico fino al 1918. Rimase in carica fino alla ritirata delle truppe germaniche di occupazione nel maggio 1945.